# Horisont
 For alternative betydninger, se Horisont (flertydig). (Se også artikler, som begynder med Horisont)
En horisont, også kaldet kiming eller synlig horisont, er den linje, som i ens synsfelt skiller himlen fra jordoverfladen.
I astronomien arbejdes der dog med en anden definition af begrebet horisont. Den astronomiske horisont er defineret ved hjælp af horisontplanet, som er planet gennem himmelkuglens centrum, og som er vinkelret på observatørens lodlinje. Den astronomiske horisont er så defineret som storcirkel på himmelkuglen, hvor observatørens horisontplan skærer himmelkuglen. Dette er samtidig også alle punkter på himmelkuglen, som ligger 90° fra zenit (og nadir).